# Niklaus von Wengi
Niklaus von Wengi, aussi connu sous les noms de Niklaus von Wengi der Jüngere, Nicolas de Wengi, et Nicolas Wengi,,, né vers 1485 à Soleure (originaire du même lieu) et mort en 1549 à Soleure, est une personnalité politique suisse du canton de Soleure. 
Il est connu pour avoir empêché en 1533 que le soulèvement des protestants à Soleure ne tourne à la guerre civile.

## Biographie
Niklaus von Wengi naît vers 1485 à Soleure, dont il est aussi originaire. Son père, Bernhart, est boucher et membre du Petit Conseil ; sa mère, deuxième épouse de Bernhart, née Elsa Steiner, est fille de paysan.
Il hérite de la boucherie de son père, mais la fait apparemment exploiter par des tiers à son service pour se consacrer lui-même au commerce, en particulier du vin, du sel, des céréales, du bétail, du fer et de l'acier, grâce auquel il s'enrichit.
Il occupe la fonction de banneret lors de la campagne d'Italie de 1513, puis celle de capitaine et de médiateur lors de la seconde guerre de Kappel. 
Il est de confession catholique.
Il épouse en premières noces Magdalena Zumbach, fille d'un aubergiste membre du Petit Conseil, puis en secondes noces Ursula Hündlin, fille d'un paysan aisé. Il a un seul fils, Hans, qui meurt avant lui, et quatre filles.  

## Parcours politique
Niklaus von Wengi est membre du Conseil cantonal de Soleure (législatif) de 1507 à 1519 et de 1522 à 1523. Il siège ensuite au Petit Conseil (exécutif) de 1523 à 1532, où il est chargé de missions diplomatiques à partir de 1525 (auprès du canton de Berne, auprès des cantons de Suisse centrale et dans l'actuelle Suisse romande). Il occupe la fonction de trésorier à partir de 1530. 
Il est le bailli de Gösgen de 1518 à 1521, puis de Kriegstetten de 1527 à 1529. Il exerce par la suite la fonction d'avoyer de 1532 à 1549. Il est élu à ce dernier poste en lieu et place du candidat naturel de confession protestante. La même année, la majorité catholique interdit le culte protestant dans la ville de Soleure. En novembre 1533, les protestants se soulèvent et se retranchent dans les faubourgs de Soleure, dans l'espoir d'une aide du canton de Berne. Les catholiques décident de recourir à leur artillerie pour détruire les faubourgs et écraser l'insurrection, mais après le premier tir, Niklaus von Wengi se place devant le deuxième canon pour empêcher un massacre, déclarant vouloir être le premier homme à mourir si les tirs devaient continuer. 
Passé à la postérité comme « esprit de Wengi » (Wengigeist) caractéristique des Soleurois, soit une volonté de vivre ensemble et de recherche commune de compromis, cet acte héroïque était, selon l'historien Hans Sigrist, simplement empreint de pragmatisme pour empêcher une guerre civile. Niklaus von Wengi défend ainsi lors des négociations qui suivent cet épisode le rétablissement de l'unité catholique du canton sans faire la moindre concession aux protestants.